# Lurdy Ház

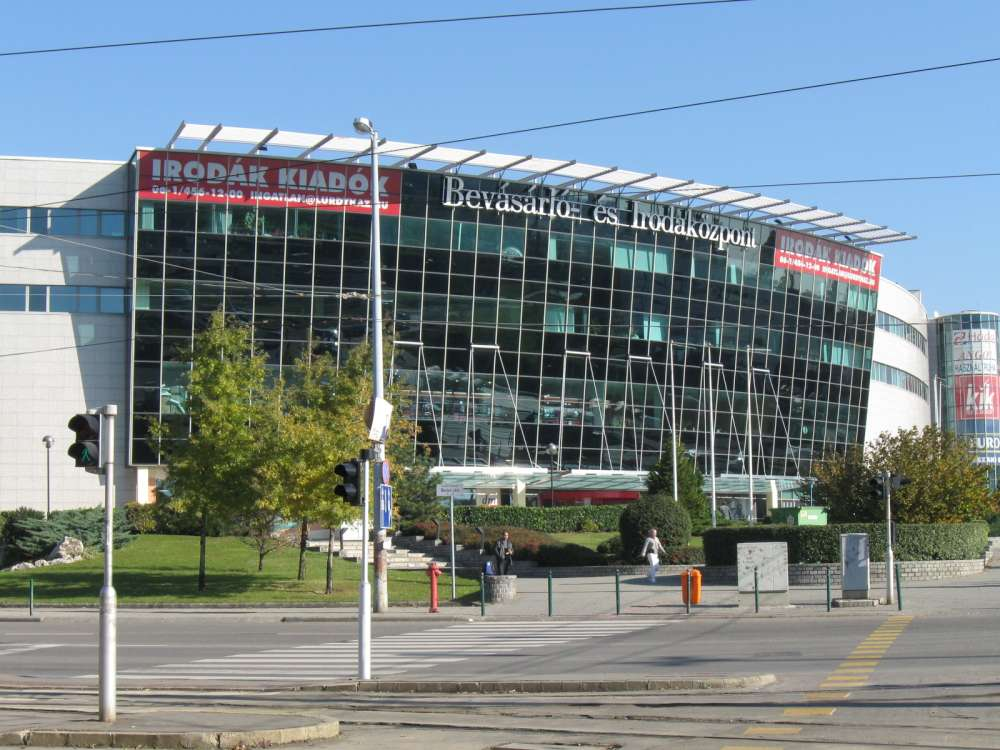
A Lurdy Ház 2010-ben

A Lurdy (teljes nevén a Lurdy Bevásárló- és Irodacentrum)   1998 őszén nyílt meg Budapesten. Az épületkomplexum Budapest egyik legismertebb  kereskedelmi és szolgáltató központja, egyszerre bevásárlóközpont, irodaház és rendezvényközpont, amely Lurdy-Ház Kft. tulajdonában van. 

## Fekvése
Budapest IX. kerületében található, a Könyves Kálmán körút és a Mester utca sarkán. A ház közel 1220 férőhelyes felszíni- és mélygarázs parkolóhellyel rendelkezik.

## Története
1998-ban nyílt meg. Az épületet Rudolf Walther német üzletember építtette. 

## Külső hivatkozások
- A Lurdy weboldala
- Az építéséről szóló weboldal
- Az építéséről szóló hír
- https://www.betonujsag.hu/userfiles/lapszam/175/pdf/199712.PDF